# System wieloagentowy
System wieloagentowy (ang. multi-agent system) – system złożony z komunikujących się i współpracujących między sobą agentów, realizujących wspólne cele.

## Zastosowanie
Systemy wieloagentowe często stosowane są w sytuacjach, gdy trzeba rozwiązać problemy o charakterze rozproszonym lub złożonych obliczeniowo, np. wyszukiwanie informacji w sieci, zarządzanie sieciami telekomunikacyjnymi, symulacja rynku, wspomaganie zarządzania w przedsiębiorstwie i kontrola ruchu lotniczego.